# Ла-Мальмезон
Ла-Мальмезо́н (фр. La Malmaison) — коммуна во Франции, находится в регионе О-де-Франс. Департамент коммуны — Эна. Входит в состав кантона Вильнёв-сюр-Эн. Округ коммуны — Лан.
Код INSEE коммуны — 02454.

## Население
Население коммуны на 2010 год составляло 411 человек.
| 1962 | 1968 | 1975 | 1982 | 1990 | 1999 | 2010 |
| ---- | ---- | ---- | ---- | ---- | ---- | ---- |
| 428  | 389  | 356  | 302  | 337  | 363  | 411  |

## Экономика
В 2010 году среди 246 человек трудоспособного возраста (15—64 лет) 181 были экономически активными, 65 — неактивными (показатель активности — 73,6 %, в 1999 году было 61,8 %). Из 181 активных жителей работали 160 человек (88 мужчин и 72 женщины), безработных было 21 (8 мужчин и 13 женщин). Среди 65 неактивных 19 человек были учениками или студентами, 18 — пенсионерами, 28 были неактивными по другим причинам.